# مقاطعة نيهاما (نبراسكا)
مقاطعة نيهاما (بالإنجليزية: Nemaha County)‏ هي إحدى مقاطعات ولاية نبراسكا في الولايات المتحدة الأمريكية.

## أعلام
- هربرت براونيل